# Бамот-Баал
Бамот-Баал (др.-евр. במות בעל‬; «высоты Баала») — упоминаемая в Библии горная область в стране Моабитской (Чис. 22:41), доставшаяся в удел колену Реубенову (Нав. 13:17).
Вероятно тождественна с бамот (высотами), находившимися между Нагалиилом (Нахалиелем) и «долиной, что в поле моабитском, у вершины Фасги (Писги)» (Чис. 21:19 и сл.). Возможно, что и Бет-Бамот, упоминающийся на камне царя Меши (строка 27, очень напоминающая выражение Исаии, 15:2), не что иное, как Бамот-Баал.
Согласно указаниям книги Иошуи (13:17), полагали, что Бамот-Баал был областью у горы Attârus. Жорж Адам Смит склонялся к мнению Кондера, что она относилась к одному из многочисленных курганов, находившихся несколько выше высохшего русала Джидед (Wadi Djîded), к северо-востоку от Мёртвого моря.
У Евсевия говорилось, что эта область лежала у Арнона.